# Шиклич, Роналд
Ро́налд Ши́клич (хорв. Ronald Šiklić; 24 ноября 1980, Загреб) — хорватский футболист, защитник.

## Биография
Выступал за загребское «Динамо» на молодёжном уровне. Профессиональную карьеру начал в клубе «Шибеник». Также выступал за «Инкер» из Запрешича, ныне клуб называется «Интер». После выступал за польские клубы: «Одра» (Водзислав-Слёнски), «Дискоболия» «Гурник» (Ленчна) и «Лехия». Весной 2007 года перешёл в криворожский «Кривбасс». В чемпионате Украины дебютировал 1 апреля 2007 года в матче против запорожского «Металлурга» (1:1), Шиклич вышел на 62 минуте вместо Петра Ковальчука. После вернулся на родину в Хорватию где играл за «Кроацию» (Сесвете) и «Славен Белупо».
Летом 2008 года перешёл в чешскую «Славию» из города Прага. В составе «Славии» принял участие в квалификации к Лиге чемпионов в матче против итальянской «Фиорентины» (0:0). Первый матч чехи проиграли (2:0) и вылетели из турнира. В сентябре 2009 года был отдан в аренду в «Динамо» из города Ческе-Будеёвице.